# Scopula isomala
Scopula isomala är en fjärilsart som beskrevs av Louis Beethoven Prout 1932. Scopula isomala ingår i släktet Scopula och familjen mätare. Inga underarter finns listade.